# Johnstown (Nebraska)
Johnstown – wieś w Stanach Zjednoczonych, w stanie Nebraska, w hrabstwie Brown.